# Justin Hardy
Justin Hardy (* 18. Dezember 1991 in Vanceboro, North Carolina) ist ein US-amerikanischer American-Football-Spieler auf der Position des Wide Receivers. Er spielte für die Atlanta Falcons in der National Football League (NFL).

## Frühe Jahre
Hardy ging in seiner Geburtsstadt Vanceboro auf die Highschool. Später ging er auf die East Carolina University. Für das College-Football-Team erzielte er hier zwischen 2010 und 2014 387 Passfänge für 4.541 Yards und 35 Touchdowns.

## NFL
Hardy wurde im NFL-Draft 2015 in der vierten Runde an 107. Stelle von den Atlanta Falcons ausgewählt. In seiner ersten Saison spielte er in neun Spielen für die Falcons und erzielte 194 Yards bei 21 Passfängen. Ein Jahr später, in der Saison 2016, spielte er in allen 16 Saisonspielen und erreichte 203 Yards (21 Passfänge) und vier Touchdowns. Seinen ersten Touchdown in der NFL erlangte er am zweiten Spieltag der Saison 2016 gegen die Oakland Raiders. Er erreichte mit den Falcons den Super Bowl LI, welcher mit 28:34 gegen die New England Patriots verloren wurde.
Ende Juli 2021 nahmen die Chicago Bears Hardy unter Vertrag, entließen ihn aber bereits im August wieder.